# Tultewitz

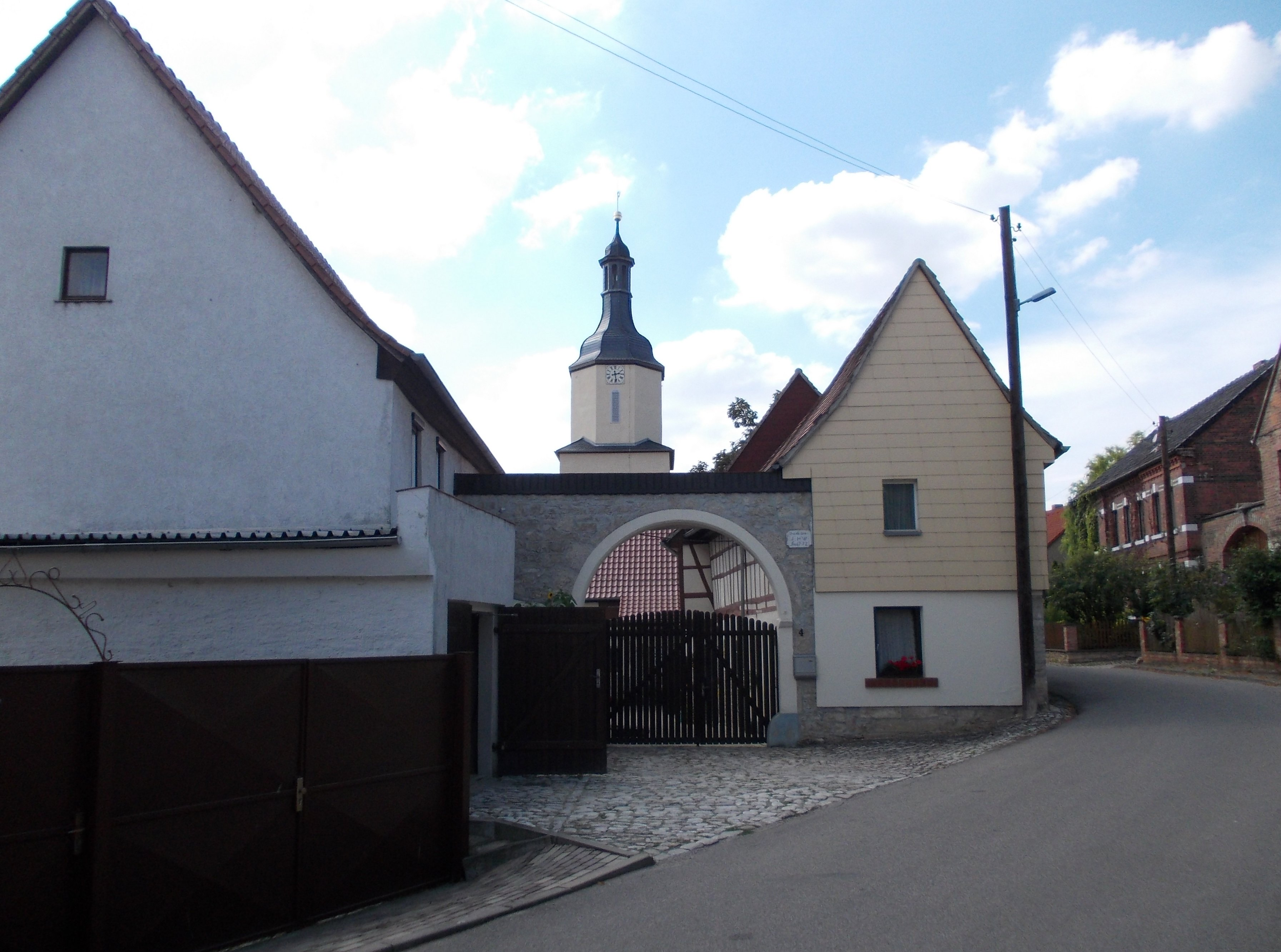
Hofanlage in Tultewitz

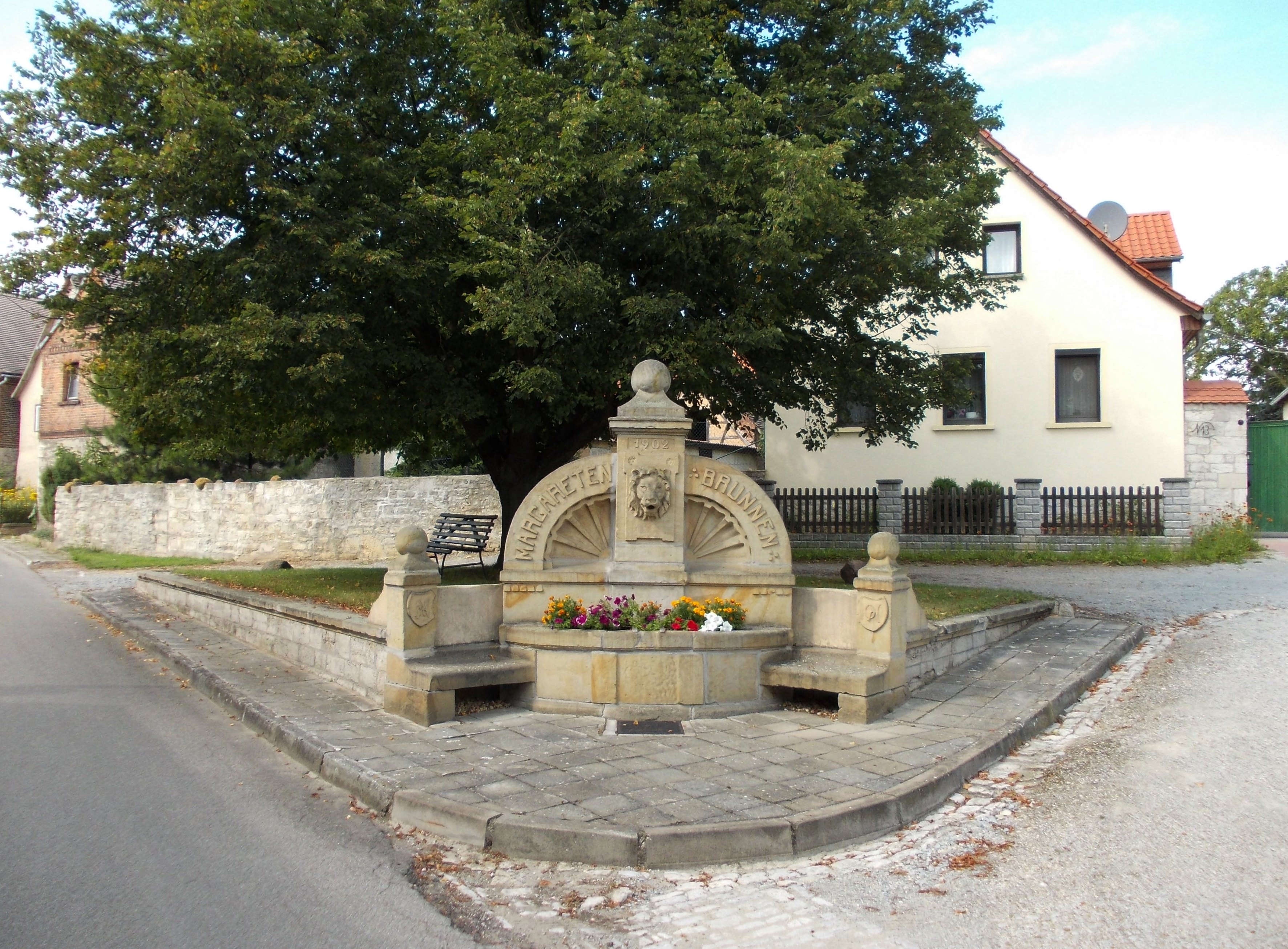
Margaretenbrunnen

Tultewitz ist ein Ortsteil von Bad Kösen, einem Stadtteil der Stadt Naumburg (Saale) im Burgenlandkreis in Sachsen-Anhalt.

## Lage
Tultewitz ist ein Ort östlich der Saale und der Grenze zwischen Thüringen und Sachsen-Anhalt. Die Gemarkung zieht sich von der Saale bis auf die Höhe beim Wasserturm. Die Kreisstraße 2637 verbindet den Ort verkehrsmäßig.

## Geschichte
Die Entstehungszeit dieses Ortes dürfte zwischen dem 9. und 12. Jh. liegen, da der Ortsname slawischer Herkunft ist. Am 25. Februar 1274 wurde das Dorf erstmals urkundlich erwähnt. Für die Zeit um 1420 sind erstmals Hausbesitzer namentlich benannt. Die bis dahin römisch-katholische Pfarrei wurde aufgelöst und als Filial nach Löbschütz gewiesen. Fortan wird in der Kirche evangelisch-lutherisch gepredigt. Durch die Strukturreform der Evangelischen Kirche Mitteldeutschlands ist Tultewitz heute Filial Pfarrbereichs Camburg-Leislau. Tultewitz gehörte zum wettinischen Amt Camburg, welches aufgrund mehrerer Teilungen im Lauf seines Bestehens unter der Hoheit verschiedener Albertinischer und Ernestinischer Herzogtümer stand. 1826 kam der Ort als Teil der Exklave Camburg vom Herzogtum Sachsen-Gotha-Altenburg zum Herzogtum Sachsen-Meiningen. Von 1922 bis 1939 gehörte der Ort zur Kreisabteilung Camburg, anschließend bis 1948 zum thüringischen Landkreis Stadtroda, danach kurzzeitig zum Landkreis Jena.
1826 kam der Ort als Teil der Exklave Camburg vom Herzogtum Sachsen-Gotha-Altenburg zum Herzogtum Sachsen-Meiningen
Durch den Ort führte über viele Jahrhunderte eine bedeutende Fernhandelsstraße, die sogenannte „Salzstraße“, welche hier die Saale an einer Furt überschritt. Erst 2019 wurden hier südlich des Ortes in Richtung Rödigen ein steinzeitlicher Siedlungs- und Kultort wie auch die mittelalterliche Wüstung Neschwitz entdeckt.
Am 11. April 1945 kamen acht deutsche Wehrmachtsoldaten bei einem Angriff amerikanischer Panzer ums Leben. Sie „wurden am nächsten Tag tot um das Dorf herum aufgefunden, einige mit Kopfschüssen, andere verbrannt in einem Strohschober, den die Amerikaner in Brand geschossen hatten“ (Pfarrer Michael Greßler, 1999). Den Soldaten wurde auf dem Friedhof ein gemeinsames Grabdenkmal gesetzt.
Bei der Gebietsreform von 1952 in der DDR kam der Ort an den Kreis Naumburg im Bezirk Halle, wodurch seine Zugehörigkeit zu Thüringen endete. Am 1. Januar 1956 wurde der Weiler in Schieben eingemeindet und kam mit Schieben 1993 zu Bad Kösen sowie mit Bad Kösen im Januar 2010 zu Naumburg.

## Kulturdenkmäler
- Turmwindmühle Tultewitz, eine Holländerwindmühle, seit 2000 komplett restauriert, befindet sich östlich des Ortes auf einer Anhöhe.
- Kriegerdenkmal des im Deutsch-Französischen Krieg gefallenen Soldaten

## Persönlichkeiten
Der Gastwirt und Pionier des regionalen Fremdenverkehrs Gottlieb Wagner (1794–1878) wurde in Tultewitz beigesetzt.